# Thibaudia diphylla
Thibaudia diphylla är en ljungväxtart som beskrevs av Michel Félix Dunal. Thibaudia diphylla ingår i släktet Thibaudia och familjen ljungväxter. Inga underarter finns listade i Catalogue of Life.